# Alexander Schalck-Golodkowski
Alexander Schalck-Golodkowski (3 de julho de 1932 - 21 de junho de 2015) foi um político e comerciante da República Democrática Alemã. Foi diretor de um departamento principal ('Hauptverwaltungsleiter') no Ministério do Comércio Exterior e Comércio Interno Alemão (1956-62), vice-ministro do Comércio Exterior (1967-75) e chefe da Kommerzielle Koordinierung da RDA (KoKo, 1966-86).

## Início da vida
Ele nasceu em Berlim, filho de pai russo apátrida e adotado pelos Schalcks quando tinha oito anos. Seu pai biológico serviu como oficial czarista na Primeira Guerra Mundial e tornou-se o chefe da escola de intérpretes de língua russa da Wehrmacht na Segunda Guerra Mundial; ele não voltou do cativeiro soviético. Seu avô materno trabalhou para Stinnes em São Petersburgo.
Schalck-Golodkowsky ingressou na Juventude Alemã Livre em 1951 e no Partido Socialista Unificado da Alemanha (Sozialistische Einheitspartei Deutschlands, SED) em 1955.

## Carreira na Alemanha Oriental
Em 1966, ele foi nomeado chefe do KoKo (na época um departamento recém-formado do Ministério do Comércio Exterior, dez anos depois se tornaria formalmente uma poderosa agência governamental independente por direito próprio) e em 1967 também foi nomeado oficial especial do Ministério da Segurança do Estado. Ele ocupou simultaneamente o posto de vice-ministro do Comércio Exterior até 1975, quando foi promovido a secretário de Estado (na RDA, o vice-ministro era classificado abaixo de um secretário de Estado), mas era apenas nominalmente responsável perante o ministro. Na realidade, ele respondia apenas a Erich Honecker, Günter Mittag e Erich Mielke.
Em 1983, ele liderou as negociações com o líder bávaro Franz Josef Strauß para obter um empréstimo de um bilhão de marcos alemães do governo da Alemanha Ocidental.
Ele foi nomeado para o comitê central do SED em 1986 e, sob suspeita de abuso de seus poderes em KoKo, fugiu para Berlim Ocidental em dezembro de 1989. Ele foi brevemente preso antes de se estabelecer na Baviera.

## Atividades pós-reunificação
Após a reunificação, as ações de KoKo e do chefe de Schalck-Golodkowski foram investigadas por suspeitas de atividades de espionagem, evasão fiscal, fraude, violação de regulamentos de embargo e ofensas contra a lei militar aliada. Ele foi processado em 1996 por violar a lei aliada e condenado a um ano de liberdade condicional; Outras acusações foram retiradas devido a seus problemas de saúde - ele passou por operações para remover cânceres em 1987 e 1997.
Ele havia sido casado duas vezes e tinha dois filhos.